# Mittiträsket (Lycksele socken, Lappland, 718164-163262)
Mittiträsket är en sjö i Lycksele kommun i Lappland och ingår i Umeälvens huvudavrinningsområde.